# Agoma agoma
Agoma agoma är en fjärilsart som beskrevs av Karsch 1895. Agoma agoma ingår i släktet Agoma och familjen nattflyn. Inga underarter finns listade i Catalogue of Life.